# مملكة الزولو
مملكة الزولو، ويُشار إليها أحيانًا باسم إمبراطورية الزولو أو مملكة زولولاند، كانت مملكة في أفريقيا الجنوبية امتدت على طول ساحل المحيط الهندي من نهر توجيلا في الجنوب إلى نهر بونغولا في الشمال.
توسّعت المملكة لتسيطر على معظم ما يُعرف اليوم باسم كوازولو ناتال وأفريقيا الجنوبية. في عام 1879، غزتها الإمبراطورية البريطانية وبدأت الحرب الإنجليزية الزولوية. بعد النصر الأولي الذي حقّقه الزولو في معركة إيساندلوانا في يناير، أعاد الجيش البريطاني تجميع صفوفه وهزم الزولو في يوليو في معركة أولوندي. دُمجت المنطقة في مستعمرة ناتال وأصبحت فيما بعد جزءًا من اتحاد جنوب أفريقيا.

## تاريخها

### صعود مملكة الزولو بقيادة شاكا
كان شاكا زولو الابن غير الشرعي لسينزانغاكونا، ملك الزولو. وُلد عام 1787 تقريبًا، فنفاه سينزانغاكونا مع والدته، ناندي، اللذين وجدا مأوى مع المثيثوا. قاتل شاكا كمحارب في عهد جوبي، ثم في عهد خليفته، دينغيسوايو، زعيم المثيثوا. عندما مات سينزانغاكونا، ساعد دينغيسوايو شاكا على أن يصبح زعيمًا لمملكة الزولو. بعد مقتل دينغيسوايو على يد زويدي، ملك ندواندوي، عام 1818 تقريبًا، تولى شاكا قيادة تحالف مثيثوا بأكمله.
بدأ شاكا العديد من الإصلاحات العسكرية والاجتماعية والثقافية والسياسية، وأسّس دولة الزولو المنظمة والمركزية. تضمنت الإصلاحات الأكثر أهمية إصلاح الجيش من خلال التكتيكات والأسلحة المبتكرة والاجتماع بالقيادة الروحية والمعالجين التقليديين لضمان خضوع «كنيسة الزولو» للدولة.
من الإصلاحات المهمة الأخرى دمج العشائر المهزومة في الزولو على أساس المساواة الكاملة، وأصبحت الترقيات في الجيش والخدمة المدنية على أساس الجدارة وليس ظروف الولادة.
نجا التحالف بقيادة شاكا من هجوم زويدي الأول في معركة تل غكوكلي (1818). في غضون عامين، هزم شاكا زويدي في معركة نهر مهلاتوز (1820) وفكّك التحالف الندواندوي، إذ بدأ بعضهم حملة إجرامية ضد قبائل وعشائر النغوني الأخرى، وظهر ما أصبح يعرف باسم ديفيكاني أو مفيكاني، وهي هجرة جماعية للقبائل الفارّة من فلول الندواندوي الفارّين من الزولو. لم يُحدَّد عدد القتلى بطريقة مقبولة على الإطلاق، لكن المنطقة بأكملها أصبحت خالية من السكان تقريبًا. تتراوح التقديرات العادية لعدد القتلى خلال هذه الفترة من مليون إلى مليوني شخص، لكن هذه الأرقام مثيرة للجدل. بحلول عام 1825، حكم شاكا إمبراطورية تغطي مساحة 11,500 ميل مربع تقريبًا (30,000 كيلومتر مربع).
أنشأ فرع من الزولو يُدعى أمانديبيلي، ويُعرف في التاريخ باسم ماتابيلي، إمبراطوريةً أكبر تحت حكم ملكهم مزيليكازي، إذ تضمنت أجزاء كبيرة من هايفيلد وزيمبابوي الحديثة.